# Daniel Altschuler
Daniel R. Altschuler (Montevideo, 1944) es un físico uruguayo vinculado en su actividad profesional al radiotelescopio de Arecibo en Puerto Rico. Escritor y divulgador, muy sensible a la crítica de las pseudociencias. En 2010 recibió el premio Andrew Gemant del American Institute of Physics.

## Biografía
Nació en Montevideo, Uruguay, hijo de inmigrantes alemanes. Se educó hablando alemán en su casa y español en la calle; cursó su escolaridad en el Colegio Alemán de Montevideo. Ingresó a la Facultad de Ingeniería de la Universidad de la República en Uruguay y luego obtuvo una beca para continuar estudios en Universidad Duke en Durham, Carolina del Norte, en donde obtuvo su bachillerato en ingeniería.
Llegó a Puerto Rico en 1979 e ingresó a la facultad de la Universidad Interamericana en San Germán. En 1981 fue nombrado catedrático en el Departamento de Física de la Universidad de Puerto Rico en Río Piedras, en San Juan. En 1989 fue invitado a trabajar en el Radiotelescopio de Arecibo y en 1991 fue nombrado director de esa institución, cargo que ejerció hasta 2003. Después dirigió la oficina del Observatorio para la divulgación científica.
Sus estudios graduados los completó en la Universidad Brandeis en Waltham, Massachusetts, donde obtuvo un doctorado en Física, después del cual hizo estudios posgraduados en la Universidad de Maryland. Su trabajo de investigación se relaciona con los cuásares y el hidrógeno en galaxias.
Su preocupación por el poco conocimiento científico que tiene un gran sector del público y de su gran interés en la divulgación científica, le ha motivado para impartir conferencias y charlas en Madrid, Johannesburgo, Montevideo.
Es catedrático de Física de la Universidad de Puerto Rico en Río Piedras.
En 2010 recibió el premio Andrew Gemant otorgado por el American Institute of Physics, por su aporte a la educación en la ciencia.

## Premios
- En el 2002, su libro Hijos de las estrellas recibió el 2º Premio del Instituto de Literatura Puertorriqueña.
- En el 2004 recibió el 2º Premio de periodismo Bolivar Pagan del Instituto de Literatura Puertorriqueña, por su trayectoria en la publicación de artículos de divulgación científica en la prensa.
- En el 2005 fue primer premio de literatura, en Puerto Rico, por la obra “Ciencia, pseudociencia y educación” escrita conjuntamente con J. Medín y E. Nuñez.
- En el 2010 recibió el prestigioso Premio Andrew Gemant del American Institute of Physics